# Heteranthia
Heteranthia é um género monotípico de plantas com flores pertencentes à família Solanaceae. A única espécie é Heteranthia decipiens.
A sua distribuição nativa encontra-se no leste do Brasil.